# 셰이크 살라 시세
셰이크 살라 시세(프랑스어: Cheick Sallah Cissé, 1993년 9월 19일~)는 코트디부아르의 태권도 선수이다. 2016년 하계 올림픽 태권도 남자 80kg급에서 우승하여, 코트디부아르 최초의 올림픽 금메달리스트가 되었다.